# Hamlet (Borgstrøm)
Hamlet is een compositie van Hjalmar Borgstrøm.
Borgstrøm componeerde een symfonisch gedicht voor piano en orkest, die terugvoert naar Hamlet, de Deense koning uit de tragedie van William Shakespeare. Borgstrøm droeg het werk op aan Ferruccio Busoni, de Italiaanse componist en pianist.
De eerste uitvoering was echter weggelegd voor de Noorse Amalie Müller (2 juni 1868-21 september 1913) en het Musikforeningen onder leiding van Iver Holter. Het programma van 28 november 1903 bestond uit:
- Ludwig van Beethoven: Symfonie nr. 5
- Richard Wagner: Lenzlied
- Borgstrøm: Hamlet
- Borgstrøm: Romance med piano
- Carl Maria von Weber: ouverture Euryanthe

Borgstrøm en Müller trouwden een jaar later.
Hamlet is het eerste symfonische gedicht uit een serie van vier. De overige zijn Jezus in Getsemane (1904), John Gabriel Borkman (1905, naar Ibsen) en Die Nacht der Toten (1905).